# Нетупітант/палоносетрон

Палоносетрон

Нетупітант

Нетупітант/Палоносетрон — комбінований препарат, що застосовується для профілактики блювання, до складу якого входить інгібітор субстанції P рецепторів нейрокініну NK1 нетупітант та інгібітор серотонінових рецепторів 5-HT3 палоносетрон. Комбінований препарат нетупітанта і палоносетрона застосовується перорально. Комбінований препарат нетупітанта і палоносетрона розроблений у лабораторії компанії «Helsinn Therapeutics», яка випускає препарат під торговою маркою «Акінзео».

## Фармакологічні властивості
Нетупітант/палоносетрон — комбінований протиблювотний препарат, до складу якого входять інгібітор субстанції P рецепторів нейрокініну NK1 нетупітант і блокатор серотонінових рецепторів 5-HT3 палоносетрон. Механізм дії обумовлений подвійною протиблювотною дією нетупітанту, який полягає в інгібуванні рецепторів нейрокініну NK1, який має високу спорідненість до P-нейропептиду, та після застосування препарат проникає у центральну нервову систему, де зв'язується з NK1-рецепторами, що призводить до гальмування блювотного рефлексу; а також дії палоносетрону, який інгібує центральні та периферичні серотонінові рецептори 5-HT3. Наслідком застосування обох препаратів є гальмування блювотного рефлексу, що призводить до зменшення або усунення нудоти та блювання, які виникають унаслідок проведення цитотоксичної хімієтерапії. Нетупітант/палоносетрон застосовується для профілактики нудоти і блювання, які спричинені цитотоксичною хімієтерапією.

### Фармакокінетика
Палоносетрон повільно та добре всмоктується після перорального застосування, біодоступність препарату складає 97 % при пероральному застосуванні. Максимальна концентрація препарату в крові досягається протягом 5,1—5,9 годин після перорального прийому препарату. Палоносетрон у помірній кількості (на 62 %) зв'язується з білками плазми крові. Препарат метаболізується в печінці з утворенням неактивних метаболітів. Виводиться палоносетрон із організму з сечею у вигляді метаболітів. Період напіввиведення препарату при пероральному застосуванні у середньому становить 37 годин, в осіб із злоякісними пухлинами становить 48 годин.
Нетупітант відносно повільно та добре всмоктується після перорального застосування, біодоступність препарату складає 60 % при пероральному застосуванні. Максимальна концентрація препарату в крові досягається протягом 5 годин після перорального прийому препарату. Нетупітант майже повністю (на 97—99 %) зв'язується з білками плазми крові. Препарат проникає через гематоенцефалічний бар'єр, через плацентарний бар'єр, проникнення в грудне молоко людини точно не встановлено. Нетупітант метаболізується в печінці з утворенням активних метаболітів. Виводиться препарат із організму переважно із калом у вигляді метаболітів, незначна частина виводиться з сечею. Період напіввиведення препарату становить 88 годин, в осіб із важким порушенням функції печінки цей час може збільшуватися.

## Показання до застосування
Комбінований препарат нетупітанта і палоносетрона застосовується для профілактики нудоти і блювання, які спричинені цитотоксичною хімієтерапією.

## Побічна дія
При застосуванні комбінації нетупітанта з палоносетроном спостерігається наступні побічні ефекти:
- Алергічні реакції — шкірний висип,, свербіж шкіри кропив'янка, алопеція, гарячка.
- З боку нервової системи — головний біль, запаморочення, сонливість або безсоння, підвищена втомлюваність, парестезії, гіпестезія, зміна настрою, психоз, розмитість зору, кон'юнктивіт, вертиго.
- З боку травної системи — діарея або запор, метеоризм, біль у животі, сухість у роті, гикавка, погіршення апетиту.
- З боку серцево-судинної системи — аритмії, артеріальна гіпотензія або гіпертензія, біль у грудній клітці, подовження інтервалу QT, AV-блокада, приливи крові, варикозне розширення вен.
- Інші побічні ефекти — затримка сечі, біль у суглобах, болючість та припікання в місці введення препарату.
- Зміни в лабораторних аналізах — лейкопенія, нейтропенія, лейкоцитоз, лімфоцитоз, гіпокаліємія, гіперкаліємія, підвищення активності амінотрансфераз, гіпокальціємія, гіперглікемія. підвищення рівня білірубіну в крові, глюкозурія, метаболічний ацидоз.

## Протипокази
Нетупітант/палоносетрон протипоказаний при підвищеній чутливості до складових частин препарату та вагітності.

## Форми випуску
Нетупітант/палоносетрон випускається у вигляді желатинових капсул по 0,5 мг палоносетрону та 300 мг нетупітанту.